# FK Mladost Niš
Fudbalski klub Mladost Niš bivši je srbijanski nogometni klub iz Niša. Bio je tvornički klub PP Zavoda, kasnije znanog kao Elektronska industrija (skraćeno EI).

## Povijest
Klub je osnovan 1954. kao Mladost. Od 1965. nosi ime EI Mladost, po Elektronskoj industriji. Od te godine do 1968. klub je svake godine izborio viši rang.
Sudjelovao je u Drugoj saveznoj ligi Jugoslavije u sezoni 1968./69. i u sezoni 1969./70.,
Klub se 1990. s Borcem iz Brzog Broda spojio u EI Brzi Brod.

## Sastav

### 1968./69.
Tomislav Kovačević 20, Duško Prokić 10, Duško Isaković 8, Aca Popović 1 – Sibin Stojanović 29, Jovan Miladinović 28, Vasilije Držajić 27/3, Zoran Petrović 26, Bratislav Stojanović 26, Miroljub Popović 8, Miodrag Kostić 5, Vladimir Radivojević 3 – Borivoje Stojković 26/8, Stanimir Stojanović 25/2, Srbislav Andrić 24/4, Stojan Stanković 24/3, Radomir Cvetković 21, Vidojko Conić 19/4, Slobodan Džunić 12/5, Boban Petković 8/1, Žikica Stamenković 8, Bora Radovanović 5/1, Stevica Vuković 1.

### 1969./70.
Duško Isaković 12, Aleksandar Cvetković 12, Tomislav Kovačević 8, Duško Prokić 3 – Sibin Stojanović 28/1, Vasilije Držajić 20/2, Jovan Miladinović 18, Borivoje Stojković 18, Miloš Milenković 14, Bratislav Stojanović 14, Miroljub Popović 12, Ljubiša Jovanović 10, Rade Milošević 10, Zvonimir Petrović 8, Dušan Mitrović 6, Srba Marjanović 2, Vladimir Radivojević 1 – Stojan Stanković 30/2, Srbislav Andrić 28/5, Vidojko Conić 25/3, Branislav Kostić 22/7, Miodrag Stefanović 20, Slobodan Džunić 18/2, Radomir Cvetković 14, Boban Petković 7, Žikica Stamenković 4  Blagoje Colić 2.

## Vanjske poveznice
- Elektronska industrija